# Arçais
Arçais és un municipi francès situat al departament de Deux-Sèvres i a la regió de la Nova Aquitània. L'any 2007 tenia 628 habitants.

## Demografia

### Població
El 2007 la població de fet d'Arçais era de 628 persones. Hi havia 293 famílies de les quals 111 eren unipersonals (53 homes vivint sols i 58 dones vivint soles), 99 parelles sense fills, 62 parelles amb fills i 21 famílies monoparentals amb fills.
La població ha evolucionat segons el següent gràfic:
Habitants censats

### Habitatges
El 2007 hi havia 429 habitatges, 296 eren l'habitatge principal de la família, 105 eren segones residències i 28 estaven desocupats. 418 eren cases i 8 eren apartaments. Dels 296 habitatges principals, 204 estaven ocupats pels seus propietaris, 78 estaven llogats i ocupats pels llogaters i 14 estaven cedits a títol gratuït; 2 tenien una cambra, 22 en tenien dues, 53 en tenien tres, 82 en tenien quatre i 137 en tenien cinc o més. 237 habitatges disposaven pel capbaix d'una plaça de pàrquing. A 143 habitatges hi havia un automòbil i a 122 n'hi havia dos o més.

### Piràmide de població
La piràmide de població per edats i sexe el 2009 era:
| Homes | Edats   | Dones |
| ----- | ------- | ----- |
| 0     | 95 o +  | 0     |
| 0     | 90 a 94 | 0     |
| 0     | 85 a 89 | 8     |
| 0     | 80 a 84 | 4     |
| 8     | 75 a 79 | 24    |
| 8     | 70 a 74 | 16    |
| 28    | 65 a 69 | 16    |
| 36    | 60 a 64 | 36    |
| 12    | 55 a 59 | 24    |
| 16    | 50 a 54 | 0     |
| 20    | 45 a 49 | 20    |
| 20    | 40 a 44 | 24    |
| 24    | 35 a 39 | 20    |
| 12    | 30 a 34 | 16    |
| 20    | 25 a 29 | 12    |
| 8     | 20 a 24 | 20    |
| 4     | 15 a 19 | 8     |
| 16    | 10 a 14 | 16    |
| 24    | 5 a 9   | 20    |
| 16    | 0 a 4   | 8     |

## Economia
El 2007 la població en edat de treballar era de 389 persones, 272 eren actives i 117 eren inactives. De les 272 persones actives 239 estaven ocupades (125 homes i 114 dones) i 31 estaven aturades (14 homes i 17 dones). De les 117 persones inactives 56 estaven jubilades, 29 estaven estudiant i 32 estaven classificades com a «altres inactius».

### Ingressos
El 2009 a Arçais hi havia 288 unitats fiscals que integraven 608,5 persones, la mediana anual d'ingressos fiscals per persona era de 15.163 €.

### Activitats econòmiques
Dels 48 establiments que hi havia el 2007, 7 eren d'empreses de construcció, 4 d'empreses de comerç i reparació d'automòbils, 3 d'empreses de transport, 11 d'empreses d'hostatgeria i restauració, 6 d'empreses immobiliàries, 4 d'empreses de serveis, 11 d'entitats de l'administració pública i 2 d'empreses classificades com a «altres activitats de serveis».
Dels 13 establiments de servei als particulars que hi havia el 2009, 1 era un taller de reparació d'automòbils i de material agrícola, 1 paleta, 2 guixaires pintors, 2 fusteries, 1 lampisteria, 1 empresa de construcció, 4 restaurants i 1 agència immobiliària.
L'únic establiment comercial que hi havia el 2009 era una botiga de més de 120 m².
L'any 2000 a Arçais hi havia 12 explotacions agrícoles que ocupaven un total de 475 hectàrees.

## Equipaments sanitaris i escolars
El 2009 hi havia una escola elemental integrada dins d'un grup escolar amb les comunes properes formant una escola dispersa.

## Poblacions més properes
El següent diagrama mostra les poblacions més properes.